# 义成公主
义成公主（6世纪?—630年），隋朝宗室女，父杨谐，隋朝和亲公主。
599年，与东突厥启民可汗和亲的安义公主卒，为发展与突厥和好关系、扶植亲隋的启民可汗，隋文帝将义成公主嫁给启民可汗。义成公主在突厥生活近30年，先后嫁给启民可汗、始毕可汗、处罗可汗、颉利可汗（后三个都是启民可汗的儿子）。
615年，始毕可汗率领数十万骑兵南下，隋炀帝在雁门被突厥军包围。隋炀帝派人向始毕之妻义成公主求救。公主遣使告知始毕可汗“北边有急”（可能指西伯利亞的遊牧民族，因突厥北方並沒有任何國家），始毕在九月撤围而去。630年，义成公主被唐将李靖所杀。